# 地球解放軍
地球解放軍（Earth Liberation Army，ELA），是一支最早出現在加拿大的激進環境主義組織，與地球解放陣線概念相同，皆是以生態性破壞（ecotage）放置炸彈、縱火等方式阻止伐木場等地破壞生態的行為。最著名的行動包括1998年聲稱為引起韋爾滑雪場的一些建築和四部升降椅著火而造成1200萬美元損失負責。
該組織號召群眾「繼續戰鬥，使謀害（生物物理）環境的行為喪失利潤動機。」地球解放軍同樣採用無領袖抵抗方式，並從加拿大擴散至美國、英國等地。

## 相關連結
- 地球解放陣線
- 環境生命部隊
- 深層生態學
- 激進環境主義